# Makatea

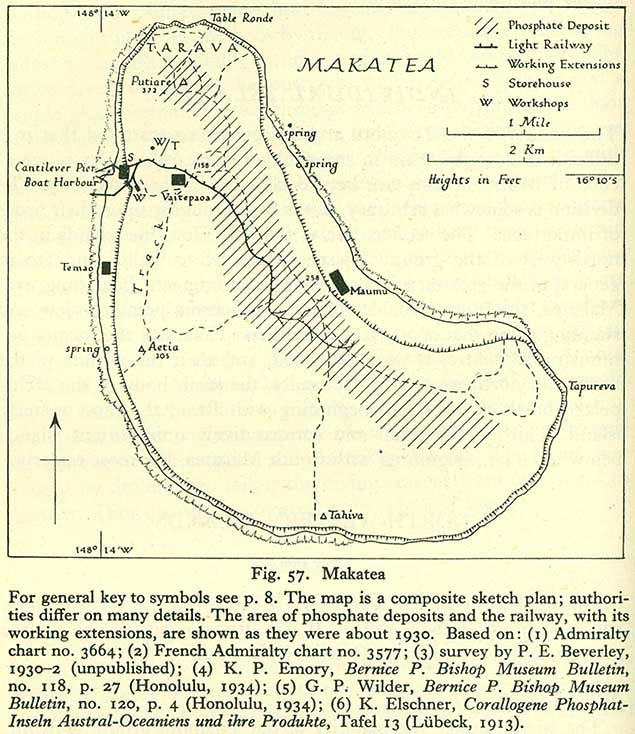
Mapa de Makatea

Makatea (en el dialecte local Ma’atea) és una illa de les Tuamotu, a la Polinèsia Francesa. Administrativament és una comuna associada a la comuna de Rangiroa. Està situada al nord-oest de l'arxipèlag, a 230 km al nord-est de Tahití i a 82 km de Rangiroa.

## Geografia
És una de les poques illes de les Tuamotu que no és un atol. És una plataforma elevada de corall a 80 m sobre el nivell del mar, de 7,5 km de llarg i 7 km d'ample. La superfície total és de 24 km². El guano dels ocells marins va negar la llacuna formant, amb el corall calcari, una sorra fosfatada. En geologia, s'utilitza el nom de makatea per descriure aquests tipus d'illes.
La vila principal és Moumu, amb 93 habitants al cens del 2002. L'activitat principal és l'agricultura, la producció de copra i el comerç de crancs dels cocoters. S'hi troben les rares restes de l'única via fèrria de la Polinèsia, avui abandonada.

## Història
Antigament era anomenada Papa Tea, que vol dir «roc blanc». Va ser descoberta el 1722, pel neerlandès Jacob Roggeveen que la va anomenar Verkwikking («Recreació»). També s'ha conegut com l'illa de Roggeveen.
El fosfat va ser explotat des del 1917 fins a exhaurir-se el 1966.